# ミミとナナ
『ミミとナナ』は、わたなべまさこによる日本の漫画作品。
当初、集英社の月刊誌『少女ブック』の1962年（昭和37年）9月号より翌1963年5月号まで連載されていたが、その5月号をもって雑誌が終刊された為、後継漫画誌である『週刊マーガレット』の1963年1号（創刊号｜1963年5月12日発行）に連載が移行され同誌の看板作品となるも、同年22号（1963年10月6日号）で1年強の連載が完結した。
2018年現在、単行本未収録作品の一つ（ホーム社刊行「わたなべまさこ名作集」計100冊にも収録されず）。
また1957年（昭和32年）の雑誌デビュー頃は本名のまま漢字での「渡辺雅子」名義で執筆していたが、この作品の連載頃に親しみやすい平仮名「わたなべまさこ」名義に変更している。

## あらすじ
南の島セイロンで生まれた双児の姉妹ミミとナナは、両親の離婚により赤ちゃんの時に離れ離れになってしまう。
ナナは英国の首都ロンドンの侯爵家のパパの手元でお嬢様育ち、寄宿制の学校で学んでいる。一方ミミは飛行機事故で死去したと思われていたが、なんとジャングルの奥深くでゴリラに育てられていた。
2人の少女は、果たしてどんな運命を辿るのでしょうか？

## 登場人物
- ミミ
- ナナ